# Juan Pablo Carrizo
Juan Pablo Carrizo (* 6. Mai 1984 in Villa Constitución, Provinz Santa Fe) ist ein argentinischer ehemaliger Fußballtorhüter.

## Spielerkarriere

### National
Bereits mit 19 Jahren wurde Juan Pablo Carrizo 2005 von River Plate in die erste Mannschaft geholt und entwickelte sich rasch zum Stammtorwart. Am 29. Januar 2006 gab er beim 5:0-Sieg über CA Tiro Federal sein Profidebüt und blieb gleich im ersten Spiel ohne Gegentor.
Eigentlich sollte Carrizo bereits 2007 zu Lazio Rom wechseln, doch ein Transfer scheiterte, da er nicht wie geplant eine europäische Staatsbürgerschaft annehmen konnte. Im Sommer 2008 klappte der Transfer dann doch noch.
Sein erstes Spiel für Lazio machte Carrizo in der Coppa Italia am 23. August 2008. Am 31. August 2008 gab Carrizo beim 4:1-Auswärtssieg über Cagliari Calcio sein Debüt in der Serie A. Nach nur einem Jahr bei Lazio entschieden die Vereins-Verantwortlichen, den Torwart für die Saison 2009/10 an den spanischen Verein Real Saragossa zu verleihen. Im Sommer 2010 kehrte Carrizo nach Argentinien zu seinem Heimatverein River Plate zurück.
Im Januar 2013 wechselte Carrizo auf Leihbasis zu Inter Mailand. Obwohl Carrizo als Ersatztorwart bei Inter in der Saison 2012/13 nur einmal eingesetzt wurde, gab der Verein am 5. Juli 2013 bekannt, dass der Vertrag des Argentiniers um zwei Jahre, bis zum 30. Juni 2015, verlängert wurde.
Im Sommer 2017 wechselte Carrizo von Inter Mailand zum CF Monterrey.

### International
Nachdem Carrizo bereits in der U-17, U-20 und U-23 für Argentinien spielte, wurde er 2007 in die A-Nationalmannschaft befördert und stand bei der Copa América 2007 im Tor, in der er mit seiner Mannschaft bis ins Finale kam, dort allerdings Brasilien unterlag.

## Erfolge
- Argentinischer Meister: 2008 (Clausura)
- Italienischer Pokalsieger: 2008/09, 2012/13